# Fængselsbetjent
 Denne artikel omhandler overvejende eller alene danske forhold. Hjælp gerne med at gøre artiklen mere almen.
En Fængselsbetjent er ansat som opsynsperson og socialmedarbejder ved Kriminalforsorgen, det danske fængselsvæsen. Hovedopgaven består i at sørge for orden og sikkerhed - og at støtte og motivere de indsatte. Uddannelsen til Fængselsbetjent tager tre år og indbefatter bl.a. strafferet, konfliktløsning, pædagogik og sagsbehandling. Der er i Danmark ca. 3000 fængselsbetjente, der alle er tjenestemandsansatte.
Fra den 1. januar 2010 blev den tidligere stillingsbetegnelse fængselsfunktionær ændret til fængselsbetjent, ligesom fængselsfunktionær på prøve blev ændret til fængselsbetjent på prøve.
| Job | Spire Denne artikel om et job eller en stillingsbetegnelse er en spire som bør udbygges. Du er velkommen til at hjælpe Wikipedia ved at udvide den. |